# Kunstmuseum Fanø

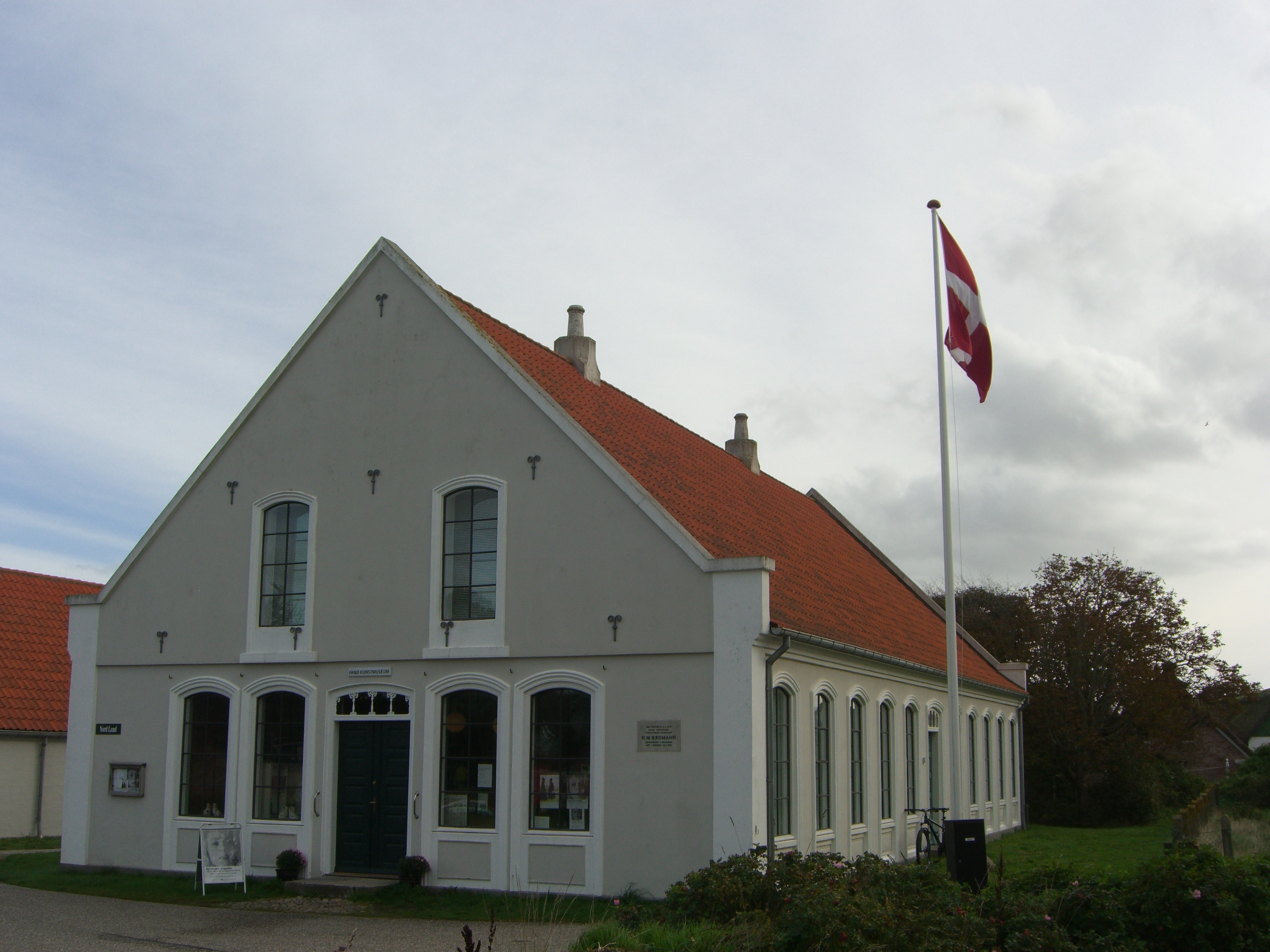
Straßenansicht des Museums

Das Kunstmuseum Fanø (dän. Fanø Kunstmuseum) liegt im Zentrum des Ortes Sønderho auf der dänischen Nordseeinsel Fanø. Das Ausstellungsgebäude wurde vom Alice og Tage Sørensens Fonds finanziert und 1992 eröffnet.

## Geschichte
Die Sammlerin Ruth Heinemann stellte über einen Zeitraum von mehreren Jahren eine Sammlung sogenannter Fanø-Malerei zusammen, die 1969 erstmals dank der Unterstützung durch den ehemaligen dänischen Ministerpräsidenten Viggo Kampmann und den Bürgermeister der Stadt Esbjerg, Henning Rasmussen, einem breiten Publikum präsentiert wurde.
Mit dem Anwachsen der Sammlung wurde schließlich eine permanente Ausstellungsstätte gefunden: Im Juli 1992 öffnete das Kunstmuseum Fanø in einem früheren Fabriksbau bzw. Kaufmannsladen (Kromanns Hus) in Sønderho.

## Sammlung
Das Museum sammelt, erforscht und vermittelt Kunst, deren Urheber nicht bloß motivische, sondern vor allem biografische Beziehungen zur Insel Fanø aufweisen. Viele Werke der über 1100 Stücke umfassenden Sammlung – insbesondere Malerei des 19. und 20. Jahrhunderts – werden in Jahresausstellungen präsentiert. Daneben wird noch ein Begleitprogramm mit wechselnden jungen Künstlern realisiert.
Zum Bestand der Sammlung zählen Arbeiten der Maler Holger Drachmann, Erik Enevold, Julius Exner, Viggo Fauerholdt, Carl-Johan Forsberg, Annemarie Hansen, Sigvard Marius Hansen, Niels Holbak, Gert og Martin Konopacki, Franz List, Frederik Christian Lund, Walther Meinhardt, Niels Pedersen Mols, Johan Carl Neumann, Elsa Nöbbe, Johan Rohde, K.H.R. Sonderborg, Carl Frederik Sørensen, Felix Walner und August Wilckens.
Die Forschungs- und Vermittlungsarbeit des Museums konzentriert sich auf die „Fanø-Malerei“ und die Frage, inwieweit von einer eigentlichen Künstlerkolonie die Rede sein kann.